# 井上唯
井上 唯（いのうえ ゆい、9月13日 - ）は日本の元女性アイドル。女性アイドルグループ・Maison book girlの元メンバー。Maison book girl在籍時はekoms所属。福岡県出身。

## 略歴
福岡県出身。高校卒業後栄養士課程を専攻していた。就職活動の時期であった2014年にMaison book girl(当時はbook house girl)のメンバー募集オーディションに応募し合格した。その後同年11月5日に正式にMaison book girlが結成され、同24日にはメンバーとして初ライブを披露した。
2015年3月、栄養士課程を卒業し上京。
2016年9月、喉のポリープ手術を受けることを発表した。
同年11月には完治し、ライブも行った。
2021年5月30日、Maison book girl活動終了。
活動終了後、他メンバーとは異なりSNSの削除が行われたまま表立った芸能活動もしていない。

## 人物・エピソード
学生時代の専攻を活かし、料理の腕前を披露することが多い。
メンバーからはしっかり者という評価を受けることが多い。

## 出演
2018年9月 生誕企画「井上唯さんお誕生日おめでとう！素敵な一年になりますように」を実施。
2019年9月 生誕企画「井上唯から手紙が届くキャンペーン」を発表。
2021年3月6日、「間宮まにのヤなことFriday 公開収録」（歌舞伎町Sparkle）にゲスト出演。